# Steven Yeun
Yeun Sang-yeop, thường được biết đến với nghệ danh Steven Yeun (Hangul: 연상엽, sinh ngày 21 tháng 12 năm 1983), là một nam diễn viên người Mỹ gốc Hàn Quốc. Anh bắt đầu được biết đến qua vai diễn Glenn Rhee trong loạt phim truyền hình The Walking Dead vào năm 2010. Năm 2020, với vai diễn Jacob Yi trong phim Khát vọng đổi đời, anh là diễn viên gốc Á đầu tiên được đề cử giải Oscar cho nam diễn viên chính xuất sắc nhất.

## Danh sách phim

### Điện ảnh
| Năm  | Tên                              | Vai               | Ghi chú           |
| ---- | -------------------------------- | ----------------- | ----------------- |
| 2009 | The Kari Files                   | Chip              | Phim ngắn         |
| 2009 | My Name Is Jerry                 | Chaz              |                   |
| 2010 | Carpe Millennium                 | Kevin             | Phim ngắn         |
| 2010 | Blowout Sale                     | Customer          | Phim ngắn         |
| 2014 | I Origins                        | Kenny             |                   |
| 2015 | Like a French Film               | Steve             |                   |
| 2017 | Okja                             | K                 |                   |
| 2017 | Mayhem                           | Derek Cho         |                   |
| 2017 | The Star                         | Bo                | Lồng tiếng        |
| 2018 | Sorry to Bother You              | Squeeze           |                   |
| 2018 | Burning                          | Ben               |                   |
| 2019 | Naysayer                         | Ian               | Phim ngắn         |
| 2020 | Khát vọng đổi đời                | Jacob Yi          |                   |
| 2021 | Thợ săn yêu tinh: Titan trỗi dậy | Steve Palchuk     | Lồng tiếng        |
| 2022 | Không                            | Ricky "Jupe" Park |                   |
| 2024 | Love Me                          | Ian/Liam          |                   |
| 2025 | Bubble & Squeak                  | BKofl             | Kiêm nhà sản xuất |
| 2025 | Mickey 17                        | Timo              |                   |

### Truyền hình
| Năm                   | Tên                                     | Vai                     | Ghi chú               |
| --------------------- | --------------------------------------- | ----------------------- | --------------------- |
| 2010                  | The Big Bang Theory                     | Sebastian               |                       |
| 2010–2016, 2020, 2022 | The Walking Dead                        | Glenn Rhee              | 73 tập                |
| 2013                  | The Legend of Korra                     | Avatar Wan              | Lồng tiếng, 3 tập     |
| 2013                  | Filthy Preppy Teen$                     | Martin                  | Tập thử nghiệm        |
| 2016–2018             | Thợ săn yêu tinh: Truyền thuyết Arcadia | Steve Palchuk           | Lồng tiếng            |
| 2018–2019             | Bộ ba trời giáng: Câu chuyện ở Arcadia  | Steve Palchuk           | Lồng tiếng            |
| 2019                  | The Twilight Zone                       | A. Traveler             |                       |
| 2020                  | Pháp sư: Chuyện xứ Arcadia              | Steve Palchuk           | Lồng tiếng            |
|                       |                                         |                         |                       |
| 2021–nay              | Invincible                              | Invincible/Mark Grayson | Lồng tiếng, vai chính |
| 2023                  | Beef (Bất hòa)                          | Danny Cho               | Vai chính             |

## Giải thưởng và đề cử
Yeun được tạp chí Time (Mỹ) vinh danh trong danh sách 100 nhân vật có ảnh hưởng nhất trên thế giới vào năm 2021.
Tại giải Oscar lần thứ 93 năm 2021, anh trở thành diễn viên gốc Á đầu tiên được đề cử ở hạng mục Nam diễn viên chính xuất sắc nhất cho vai diễn Jacob Yi trong bộ phim Khát vọng đổi đời.